# Kociołek (województwo mazowieckie)
Kociołek – wieś sołecka w Polsce położona w województwie mazowieckim, w powiecie kozienickim, w gminie Gniewoszów.
W latach 1975–1998 miejscowość administracyjnie należała do województwa radomskiego.
Wierni kościoła rzymskokatolickiego należą do parafii św. Stanisława w Oleksowie.